# Макгуайр, Кэтрин
Кэтрин Макгуайр (англ. Kathryn McGuire, 6 декабря 1903 — 10 октября 1978) — американская актриса немого кино и танцовщица.

## Биография
Макгуайр родилась в Пеории, Иллинойс. В детстве она переехала в Орору, Иллинойс, а позже в Чикаго. Получила образование в семинарии Дженнингса. В 14 лет Кэтрин вместе с родителями переезжает в Калифорнию, где юная девочка начинает брать уроки балета. Любовь к танцам у Макгуайр оставалась на протяжении всей жизни.
Во время выступления в отеле «Мэриленд» Кэтрин Макгуайр заметил продюсер Томас Инс, и пригласил сняться в кино. В 1921 году она появилась в картине «Бесшумный вызов». В 1922 году Кэтрин Макгуайр стала победительницей рекламной кампании WAMPAS Baby Stars. Позже актриса снялась в лучших фильмах Бастера Китона — «Шерлок-младший» и «Навигатор», а также в «Пламени жизни» (с Присциллой Дин в главной роли).
С началом эры звукового кино голливудская карьера Макгуайр закончилась. Она умерла от рака 10 октября 1978 года в Лос-Анджелесе, Калифорния.